# آکاسیای آریکالیفرمیس
آکاسیا آریکالیفرمیس (نام علمی: Acacia auriculiformis) نام یک گونه از سرده آکاسیا است. این درخت به سرعت رشد می‌کند و ارتفاع آن به بیش از ۳۰ متر (۹۸ فوت) می‌رسد. آکاسیا بومی استرالیا، اندونزی، فیلیپین و پاپوآ گینه نو است. 